# Clematis columbiana
Clematis columbiana is een Clematis-soort uit de Atragene groep (Clematis sect. Atragene) die van nature in de bergen van de Rocky Mountains op een hoogte van 800–2700 m voorkomt. Ze groeit daar over rotsen en struikgewas, vaak ook aan steile berghellingen. De soort, waarvan Nathaniel Wyeth in 1833 in Montana exemplaren verzamelde, noemde Thomas Nuttall in 1834 Atragene columbiana. John Torrey en Asa Gray hernoemden de plant in 1838 in Clematis columbiana. De Amerikaanse naam voor de plant is "Columbia(n) virgin's bower".

## Kenmerken
C. columbiana is een kleinbloemige, bladverliezende, klimplant met verhoutende, licht gegroefde stengels. De plant klimt matig en wordt 1–2 m hoog, blijft echter vaak ook lager. Ze heeft twee- tot drievoudig 3-tallig samengestelde bladeren. De gesteelde bladeren zijn tegenoverstaand. De blaadjes zijn lancetvormig en de bladrand is gedeeltelijk gezaagd of gelobd. Soms is het blad ook duidelijk drielobbig.
C. columbiana heeft knikkende, klokvormige bloemen en bloeit op meerjarige stengels. De bloemen zitten afzonderlijk op lange stelen. De bloem heeft 4 puntige, lancetvormige kelkbaadjes (sepalen), die vrij dun, half uitgespreid en 4–6,3 cm lang zijn. De kelkblaadjes zijn lichtblauw tot purperkleurig (zelden wit). De sneller verbloeiende staminodia hebben ongeveer een derde van de lengte van een kelkblad en zijn omgekeerd-lancetvormig. Aan de voet zijn ze licht behaard. De buitenste staminodia hebben dezelfde kleur als de kelkbladen, de binnendste zijn wit. De meeldraden in het centrum hebben groene helmdraden met aan de top romig gele helmknoppen. De bloei van C. columbiana valt in de periode van eind april tot begin juli.

## Variëteiten en verspreiding
James Scott Pringle (1971) deelde C. occidentalis in in twee variëteiten:
- C. columbiana var. columbiana (Nutt.) Torr. & A.Gray
- C. columbiana var. tenuiloba (A.Gray) J.S.Pringle

Latere auteurs, waaronder M. Johnson (1997) en C. Grey-Wilson (2000), beschouwden C. columbiana var. tenuiloba als een eigen soort (C. tenuiloba). In een recenter onderzoek door W.T. Wang et al. (2009) pleiten de auteurs echter voor een variëteit.
Het verspreidingsgebied van C. columbiana var. columbiana (C. columbiana) ligt in het westen van de USA en reikt van Idaho, Montana en Wyoming in het noorden tot Colorado, Arizona, noordelijk New Mexico en Noordwest-Texas in het zuiden.
C. columbiana var. tenuiloba komt voor in Montana, noordelijk Wyoming en Idaho en in het westen van North Dakota en South Dakota. Ze is aan te treffen op een hoogte van 2200–2700 m in een weliswaar zonnige maar droge, koude, winderige en rotsachtige omgeving. Ze groeit hier over de grond en wordt niet hoger dan 20 cm. Deze variëteit vertegenwoordigt mogelijk een ecotype van C. columbiana, die is aangepast aan deze ruige leefomgeving.

## Toepassingen
C. columbiana is zowel wat betreft de leefomgeving als wat betreft bloeirijkheid geen goede tuinplant en om die reden zelden in cultuur. Van C. columbiana var. tenuiloba werd door de Zweedse tuinman Henrik Zetterlund door selectie de cultivar C. columbiana var. tenuiloba 'Ylva' gekweekt, die als bodembedekker in tuinperken wordt toegepast.